# Réservoir Huangcai
Le réservoir Huangcai (chinois simplifié : 黄材水库 ; chinois traditionnel : 黃材水庫 ; pinyin : Huángcái Shuǐkù), également appelé lac Qingyang (青羊湖), est un grand réservoir situé dans la partie nord-ouest de Ningxiang, dans la province de Hunan, en Chine. C'est la plus grande étendue d'eau et le plus grand réservoir de Ningxiang. Les sources sud et nord de la rivière Wei se rejoignent au réservoir Huangcai, Il a coûté environ 5,393 300,000 RMB.
Créé par le barrage de quelques petites rivières, le réservoir Huangcai, d'une superficie de 240,8 km2, a une capacité de 147 000 000 m3.

## Histoire
En 1949, le gouvernement populaire de Ningxiang prévoit de construire un réservoir pour l'irrigation, le contrôle des inondations, la production d'électricité et la pisciculture.
En 1952, des scientifiques mesurent les limites d'un terrain dans la bourg de Huangcai. En 1957, les scientifiques commencent à concevoir le réservoir. En mai 1958, les travaux de construction commencent. Le 9 mai 1961, le président Liu Shaoqi et son épouse Wang Guangmei, le général Gan Siqi (en) et son épouse Li Zhen, Liao Luyan, Xu Teli (en), Xie Juezai (en) et Zhou Xiaozhou (en) participent au travail. En mai 1965, le gouvernement mobilise une grande quantité de travail humain pour mener à bien le projet.

## Géographie
L'émissaire principal du lac Qingyang est la rivière Wei dont les sources sud et nord se rejoignent au réservoir. La rivière s'écoule ensuite vers l'est jusqu'au bourg de Shuangjiangkou où elle se jette dans la rivière Xiang.

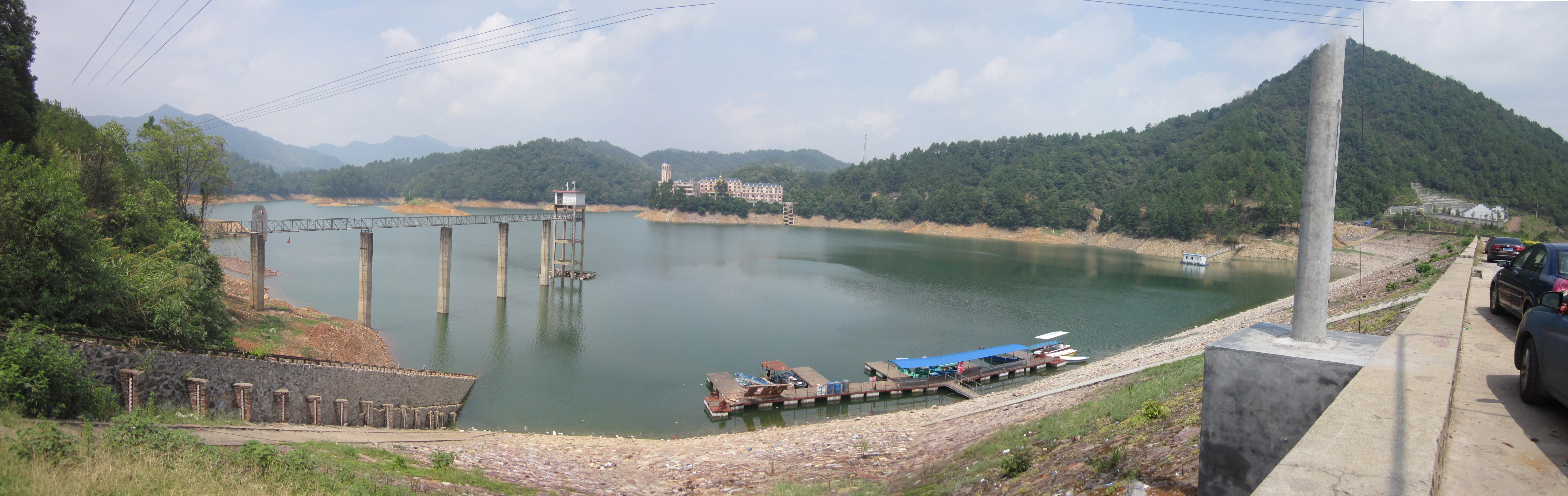
Le réservoir Huangcai.

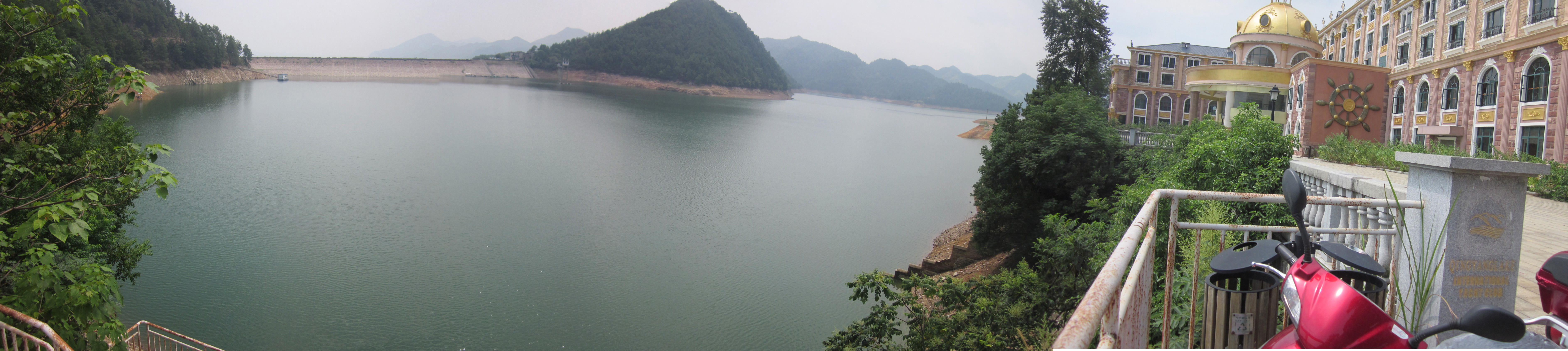
Le réservoir Huangcai.